# Dream Attic
Dream Attic je koncertní album anglického kytaristy a zpěváka Richarda Thompsona. Vydáno bylo koncem srpna roku 2010 společnostmi Proper Records (Evropa) a Shout! Factory (Severní Amerika). Přestože jde o záznam z koncertů, deska obsahuje výhradně nové písně. Thompson je původně nahrál coby demosnímky, ale následně se rozhodl je nenahrávat ve studiu, ale přímo při dvoutýdenním turné po západě Spojených států amerických. Základní verze alba obsahuje pouze tyto koncertní nahrávky. Vydána však byla také speciální verze, která na druhém disku obsahuje původní Thompsonovy demonahrávky. Album bylo nominováno na cenu Grammy.

## Seznam skladeb
Autorem všech skladeb je Richard Thompson.
1. The Money Shuffle – 5:57
2. Among the Gorse, Among the Grey – 3:57
3. Haul Me Up – 4:51
4. Burning Man – 5:39
5. Here Comes Geordie – 3:28
6. Demons in Her Dancing Shoes – 5:38
7. Crimescene – 6:58
8. Big Sun Falling in the River – 5:27
9. Stumble On – 6:04
10. Sidney Wells – 7:34
11. A Brother Slips Away – 4:41
12. Bad Again – 5:25
13. If Love Whispers Your Name – 7:36

## Obsazení
- Richard Thompson – zpěv, kytara
- Pete Zorn – kytara, flétna, saxofon, mandolína, zpěv
- Michael Jerome – bicí, zpěv
- Taras Prodaniuk – baskytara, zpěv
- Joel Zifkin – housle, mandolína, zpěv